# قاعة عرض بألمانيا
تم تصميم قاعة عرض في حديقة بألمانيا كفراغ عرض في مهرجان الحديقة في مدينة ويل أم رين بألمانيا عام 1999. الفراغات الرئيسية للمشروع عبارة عن قاعة عرض ومقهى، حيث تمتد عبر الممرات وتسمح بدخول أشعة الشمس وتُوفر لمن بالداخل فرصة الاتصال بالخارج عبر الجدران الزجاجية. وتخفي الحجرات الثانوية في عمق المبنى، كما أن الشرفة عبارة عن حيز مُغطى يقع جنوب المقهى.